# 4 Pułk Haubic Polowych (austro-węgierski)
Pułk Haubic Polowych  Nr 4 (niem. Feldhaubitzregiment Nr. 4) – pułk artylerii polowej cesarskiej i królewskiej Armii.
W 1914 pułk stacjonował w Budapeszcie na terytorium 4 Korpusu. Pod względem wyszkolenia był podporządkowany komendantowi 4 Brygady Artylerii Polowej, natomiast pod względem taktycznym komendantowi 32 Dywizji Piechoty w Budapeszcie.
Szef honorowy (niem. Regimentsinhaber): brak.

## Skład
- Dowództwo
- 4 x bateria po 6 haubic M99[3].

## Komendanci pułku
- płk Karl von Dumoulin (1885[4] → stan spoczynku[5])
- ppłk / płk Moritz Laizner (1885[6] – 1889 → komendant 12 Brygady Artylerii[7])
- płk August Kreyčy (1914[1])